# Eugène Saccomano
Eugène Saccomano est un écrivain et journaliste sportif de radio français, né le 23 septembre 1936 à Marseille et mort le 7 octobre 2019 à Suresnes (Hauts-de-Seine).
Il a exercé durant cinquante-deux ans, de 1960 à 2012, sur Europe 1 puis RTL.
Il est l'auteur d'une dizaine de récits ou romans, dont celui qui a inspiré le film de Jacques Deray, Borsalino, sorti en 1970.

## Biographie

### Origines et formation
Eugène Aimé Jean Saccomano naît le 23 septembre 1936 à Marseille,.
Eugène Saccomano grandit dans le Gard à Salindres où son père est boulanger, puis à Saint-Martin-de-Valgalgues, au nord d'Alès. Il vit ensuite à Nîmes de 12 à 20 ans. Il pratique le football au Nîmes Olympique. En 1952, alors âgé de 16 ans, il remporte le concours du meilleur reporter sportif junior (devant Thierry Roland) organisé par le journal L'Équipe junior. Cette distinction lui permet de se rendre à Helsinki pour les Jeux olympiques d'été de 1952.

### Carrière journalistique
Après son service militaire, Eugène Saccomano obtient un poste en 1959 au Provençal, un des grands quotidiens de la région, comme reporter. En 1960, il devient correspondant permanent d'Europe n°1 à Marseille. Dix ans plus tard, il rejoint la rédaction parisienne de la station de radio pour présenter les journaux. En 1972, Eugène Saccomano intègre le Service des sports dirigé par Fernand Choisel et couvre la plupart des événements majeurs comme la coupe du monde de football ou les Jeux olympiques.
En 1996, il crée la première émission quotidienne sur le sport à la radio, Europe Sport.
En 1998, après la Coupe du monde en France, il crée Le Match du lundi, une émission sous forme de débat, en s'inspirant d'un programme italien Il Processo del Lunedì (it), et instaure ainsi un genre nouveau en France.
En 2001, âgé de 65 ans et après plus de quarante années de service, il est mis à la retraite par Europe 1. Il est alors recruté par RTL pour animer chaque lundi On refait le match, une émission similaire au Match du Lundi. Elle est visible à la télévision sur LCI, puis sur L'Équipe TV, et enfin sur I-Télé.
En juillet 2012, il quitte RTL.
Il prête sa voix aux commentaires du jeu vidéo FIFA'06.
Son enthousiasme dans ses commentaires sportifs est source de caricatures et est imité par Laurent Gerra et Nicolas Canteloup.

### Écrivain
Eugène Saccomano publie en 1959 l'enquête Bandits à Marseille dont sera tiré le film Borsalino en 1970,,. Il confiait avoir cédé ses droits pour une somme forfaitaire et donc ne pas avoir profité de l’immense succès du film.
Il publie par la suite d'autres romans, dont Goncourt 32 (1999) et Une romance marseillaise (2009). Fasciné par Céline et Giono, il présente dans ce dernier ouvrage une culture manifeste que son personnage d'énergique commentateur sportif ne laissait guère deviner.

### Retraite et mort
Après sa retraite, Eugène Saccomano partage sa vie entre ses résidences de La Garde-Freinet (Var), dont il a été conseiller municipal, et de Rueil-Malmaison en région parisienne.
Affaibli par la maladie les derniers mois, il est hospitalisé à l'hôpital Foch à Suresnes. Il y meurt le 7 octobre 2019, à 83 ans d'une déficience neurologique,. Il est inhumé à La Garde-Freinet.

## Publications
- Bandits à Marseille, Omnibus, 1959 (ISBN 978-2-00-001799-8)
- Berlusconi, le dossier vérité, Paris, éditions Numéro 1, septembre 1994, 281 p. (ISBN 2-86391-635-1)
- Goncourt 1932, Flammarion, septembre 1999, 249 p. (ISBN 978-2-08-067829-4)
- Je refais le match, Paris, Plon, avril 2005, 292 p. (ISBN 2-259-19970-4)
- Les Stars de l'euro 2008, Paris, éditions Numéro 1, mars 2008, 116 p. (ISBN 978-2-84612-252-8)
- Une Romance marseillaise : roman, Paris, Buchet Chastel, avril 2009, 326 p. (ISBN 978-2-283-02378-5)
- Les Stars de la Coupe du monde 2010, éditions Numéro 1, mars 2010, 113 p. (ISBN 978-2-84612-264-1)
- Le Roman noir des Bleus  (avec Gilles Verdez), Paris, éditions de la Martinière, juillet 2010, 152 p. (ISBN 978-2-7324-4438-3)
- Céline coupé en deux : roman, Bègles, Le Castor astral, janvier 2013, 202 p. (ISBN 978-2-85920-925-4)
- Giono, le vrai du faux : récit, Bègles, Le Castor astral, août 2014, 107 p. (ISBN 978-2-85920-996-4)
- Le Mystère Sindelar. Le footballeur qui défia Hitler, Paris, Paris-Max Chaleil, mai 2016, 111 p. (ISBN 978-2-84621-230-4)

## Distinction
- Chevalier de la Légion d'honneur (1993)[19].
- Prix de la carrière (2014), décerné par l'association des écrivains sportifs. Ce prix récompense une femme ou un homme qui, tout au long de sa carrière, par ses écrits ou par ses travaux, a apporté une contribution importante au sport, à sa diffusion et son retentissement[20].